# 北海道釧路工業高等学校
北海道釧路工業高等学校（ほっかいどうくしろこうぎょうこうとうがっこう、Hokkaido Kushiro Technical High School）は、北海道釧路市に所在する道立工業高等学校。釧工（せんこう）の通称で呼ばれている。

## 概要
1939年（昭和14年）に北海道庁立釧路工業学校の校名で道内3校目の工業学校として開校。工業技術者養成が急務であった事や地域の強い要望により設立され、多くの工業技術者を道内や全国に向けて輩出している。

## 沿革
- 1939年
  - 3月20日 - 北海道庁立釧路工業学校として設置認可。採鉱科・機械科・応用化学科を設置。
  - 4月22日 - 北海道庁立釧路中学校校舎を間借りし、開校式・第1回入学式挙行。
- 1940年5月10日 - 校舎一部落成、移転。
- 1943年4月1日 - 応用化学科を工業化学科と改称。
- 1946年11月3日 - 校歌制定。
- 1948年4月1日 - 学制改革で新制高校となり、北海道立釧路工業高等学校と改称。土木科を設置。
- 1950年4月1日 - 北海道釧路工業高等学校と改称。
- 1951年4月1日 - 電気科を設置。
- 1959年2月25日 - 火災により校舎の一部を焼失。
- 1960年10月1日 - 校舎1号館落成。
- 1963年4月1日 - 建築科・電子科を設置、採鉱科を鉱山機械科と改称。定時制機械科を設置。
- 1964年12月1日 - 校舎2号館、体育館、建築科・電子科実習室落成。
- 1965年4月1日 - 定時制電気科を設置。
- 1966年 - サッカー部が第44回全国高等学校サッカー選手権大会出場、三重県代表三重県立上野工業高等学校に1-2で敗れる。
- 1968年バレーボール部が全国高校総体バレーボール競技に出場。この後、1973年まで連続出場。
- 1969年9月21日 - 創立30周年記念式典挙行、記念事業として30周年記念館を建設。
- 1970年
  - 4月1日 - 鉱山機械科・電子科募集停止、土木科1学級増。
  - 5月27日 - 校舎3号館（機械科・工業化学科実習室）、4号館（土木科実習室）落成。
  - 1972年全国高等学校バレーボール選抜優勝大会　ベスト4
- 1977年10月26日 - 道立病院跡地の所管換えに伴い、その地を第2グランドとする。
- 1979年8月8日 - 野球部が第61回全国高等学校野球選手権大会出場、滋賀県代表比叡山高等学校に4-12で敗れる。
- 1980年バレーボール部が全国高校総体バレーボール競技に出場。
- 1980年4月1日 - 定時制電気科第2類型を設置。
- 1983年32回全国高等学校アイスホッケー競技選手権大会優勝
- 1985年第34回全国高等学校アイスホッケー競技選手権大会優勝
- 1987第36回全国高等学校アイスホッケー競技選手権大会優勝
- 1989年第38回全国高等学校アイスホッケー競技選手権大会優勝
- 1989年9月3日 - 創立50周年記念式典挙行、記念事業としてトレーニングセンターを建設。
- 1993年1月15日 - 釧路沖地震発生により校舎被災。
- 1997年3月21日 - 新体育館落成。
- 1998年11月27日 - 新校舎落成。
- 1999年9月25日 - 創立60周年・校舎改築落成記念式典挙行、記念事業として絵画58点・書2点・金属造形1点が寄贈される。

## 教育課程
- 全日制課程
  - 電子機械科（1学級）
  - 工業化学科（1学級）
  - 電気科（1学級）
  - 建築科（1学級）
  - 土木科（1学級）
- 定時制課程

- - 電気科

## 部活動等
- アイスホッケー部は全国的な強豪として知られており、1980年代にはインターハイで優勝4回を記録。これは苫小牧市内の高校を除くと最多である。2003年（平成15年）には準決勝で絶対王者駒大苫小牧を下し10連覇を阻止した。また同部からは日本リーグ（現在のアジアリーグ）にも多くの人材を輩出し、全日本代表となった選手も多い。

### 運動部系
- 陸上競技部
- 弓道部
- 柔道部
- サッカー部
- 剣道部
- バレーボール部
- ソフトテニス部
- テニス部
- 卓球部
- 硬式野球部
- 軟式野球部
- ボート部
- バスケットボール部
- アイスホッケー部
- 空手道部
- ハンドボール部
- バドミントン部
- ラグビー部

### 文化部系・外局
- 美術部
- 吹奏楽部
- 理科部
- 工業化学研究部
- 写真部
- マイコン部
- 図書局
- 放送局
- 新聞局
- 計算技術部

### 同好会
- 水泳同好会
- スピードスケート同好会
- 電験3種同好会

## 学校関係者・出身者

### 関係者
- 山崎幹雄（元教諭、釧路短期大学元学長）

### 著名な出身者
- 岡田利春（元日本社会党副委員長）
- 引木孝夫（元アイスホッケー選手・オリンピック日本代表・FW）
- 若狭浩嗣（元アイスホッケー選手・世界選手権代表･ＤF)
- 伊吹吾郎（俳優）
- 椎谷建治（俳優）
- GUCHY（DJ、ローカルタレント）
- 渡辺和郎（アマチュア天文家）
- 三沢実（元アイスホッケー選手・オリンピック日本代表・ＧK）
- 榛澤務（元アイスホッケー選手・世界選手権日本代表・ＦW）
- 中山巌（元アイスホッケー選手・世界選手権日本代表・ＤF）
- 三沢悟（元アイスホッケー選手・世界選手権日本代表・ＦW)
- 浦辺秀夫（元アイスホッケー選手・世界選手権日本代表・FW）
- 森島勝司（元アイスホッケー選手・オリンピック日本代表・GK）
- 重野賢司（元アイスホッケー選手・全日本・FW）
- 角橋範若（元アイスホッケー選手・全日本・ＦW）
- 角橋徹信（元アイスホッケー選手・全日本・ＤF）
- 矢島敏幸（元アイスホッケー選手・全日本・ＦW）
- 小館正利（元アイスホッケー選手・世界選手権日本代表・ＦW）
- 芳賀忠士（元アイスホッケー選手・世界選手権日本代表・ＤF)
- 浮田留衣（アイスホッケー選手・ソチ・北京オリンピック日本代表）